# Femtoquímica
La femtoquímica és la branca de la química que estudia la composició, estructura i propietats de la matèria i els canvis que aquesta experimenta durant les reaccions químiques en temps ultracurts, de l'ordre dels femtosegons, mitjançant espectroscòpia de femtosegon.
Ahmed Hassan Zewail, premi Nobel de Química l'any 1999 és considerat el «pare» d'aquesta nova àrea de recerca que es va poder desenvolupar per la tècnica de polsos làser extremadament curts. Aquesta permet «filmar» amb una mena de càmera ultralenta els processos consecutius i així visualitzar i mesurar fenòmens que amb els mètodes tradicionals es podien al màxim inferir o deduir, però no es podien observar.